# Koré Maïroua
Koré Maïroua est une localité et une commune rurale du Niger, département de Tibiri, région de Dosso.

## Géographie
La localité de Koré Maïroua est située sur la route nationale 1 à 24 km au nord-est du chef-lieu départemental Tibiri.
| Tombokoirey II | Kiéché       |                        |
| Tombokoirey II | Koré Maïroua | Arewa Dandi ( Nigeria) |
| Guéchémé       | Tibiri       |                        |

## Histoire
La commune rurale de Koré Maïroua instaurée en 2002, est issue du canton de Tibiri.

## Population
Lors du recensement général de 2012, la population communale est relevée à 54 251 habitants. La localité compte 7 388 habitants en 2012.

## Localités
La commune s'étend sur 53 villages, 111 hameaux et deux camps au nord du département de Tibiri.

## Services et infrastructures
- Centre de Santé Intégré (CSI) à Koré Maïroua, Maïkalgo[5].
- Collège d'enseignement général (CES) à Koré Maïroua, Maïkalgo(CEG)
- Centre de formation des métiers (CFM) à Koré Maïroua.